# Gedongan (Baki)
Gedongan is een bestuurslaag in het regentschap Sukoharjo van de provincie Midden-Java, Indonesië. Gedongan telt 3011 inwoners (volkstelling 2010).